# Rhinocypha liberata
Rhinocypha liberata är en trollsländeart som beskrevs av Maurits Anne Lieftinck 1949. Rhinocypha liberata ingår i släktet Rhinocypha och familjen Chlorocyphidae. IUCN kategoriserar arten globalt som otillräckligt studerad. Inga underarter finns listade i Catalogue of Life.